# Maximilien Gauthier
Pour les articles homonymes, voir Gauthier.
Maximilien Gauthier (Max  Goth, né le 30 janvier 1893 à Paris et mort le 20 avril 1977 dans la même ville) est un journaliste, romancier, critique et historien d'art français.

## Biographie
Quand il a 15 ans Maximilien Gauthier est employé de magasin, puis travaille dans une banque. Il compose, avec un ami, des chansons qu’il chante dans des restaurants. Devenu secrétaire du critique d’art Louis Vauxcelles il s’instruit.  Il devient lui-même, après la guerre, critique ; il écrit aussi des romans. Progressivement il tient des chroniques dans diverses revues influentes (la Gazette des Beaux-Arts, Les Nouvelles littéraires, artistiques et scientifiques, La Renaissance, l’Art vivant...) dans lesquelles ils rend compte des expositions. En cela il accompagne les mouvements artistiques de la première moitié du XXe siècle. 
Il écrit de nombreuses biographies d’artistes qui sont traduites en diverses langues. C’est un historien d’art et critique influent. Il défend Pablo Picasso vivement critiqué par Vauxcelles. En 1937 il fonde l’Association des Amis d’Henri Rousseau. Il prend parti pour Le Corbusier dans un livre qu'il intitule Le Corbusier ou l'Architecture au service de l'homme./
Il s’est marié en 1928 avec une peintre, Zina Boberman dont il fait la connaissance alors qu’elle expose ses œuvres à la galerie Henry en 1927.

## Publications

### Biographies et livres d'art
- Renoir, Paris, 1958, réed. 1985, Flammarion,  96 p. lire en ligne sur Gallica
- La Fondation américaine Blumenthal pour la pensée et l'art français, illustrations de Suzanne Tourte, Paris, 1977,  PUF, 117 p.lire en ligne sur Gallica
- Le Louvre , Paris, 1972 : Grange Batelière, 2 vol. 271 p. et 160 p.)
- Le Corbusier ou l'Architecture au service de l'homme, Paris, 1944, Denoël, 287 p.
- Augusto Giacometti, Paris, 1930,  ed. Arts, 54 p.
- Eugène Delacroix, Paris,  1963, Larousse[5]
- Henri Cadiou,Paris, 1958, Flammarion
- Albert Dürer,  Paris 1924,  Éditions Nilsson
- Tout l'art du monde, Paris, 1964-66,  Larousse
- Les maîtres populaires de la réalité, Grenoble, 1937, Musée de Grenoble, 72 p.
- Jean Ève, Genève, 1971 : Pierre Cailler

### Collection les Gémeaux (créée par Maximilien Gauthier)
- Raoul Dufy,  Paris,  Les Gémeaux, 1949
- Bourdelle Paris, Les Gémeaux , 1951
- Emmanuel Bellini,  Paris, Les Gémeaux , 1960
- Raymond Subes, Paris, Les Gémeaux , 1949
- Gurdjan Paris, les Gémeaux , 1952
- Germaine Verna, Paris : les Gémeaux , 1953
- Pierre Michel  Paris, les Gémeaux , 1952
- Abel Vallmitjana,  Paris, Les Gémeaux , 1949
- Mané-Katz,  Paris, Les Gémeaux , 1951
- Othon Friesz, Paris,  Les Gémeaux , 1949
- Jean Ève, Paris, Les Gémeaux , 1950
- Yves Brayer, Paris,  Les Gémeaux , 1950
- D. Edzard, Paris, Les Gémeaux , 1952
- Joseph Floch, Paris,  Les Gémeaux , 1952
- Vlaminck, Paris, Les Gémeaux ,  1949
- Arthur Fages, Paris : les Gémeaux , 1951
- Jean Even, Paris, Les Gémeaux , 1950
- Charles Despiau, Paris, Les Gémeaux , 1949
- Henri Rousseau, Paris : les Gémeaux , 1949
- Auguste Chabaud, Paris, les Gémeaux , 1952
- A. Dunoyer de Segonzac, Paris : Les Gémeaux , 1949
- Survage, Paris,  Les Gémeaux , 1953
- Verna Paris les Gémeaux,  Impr. Union, 1953
- D. Edzard, Paris, les Gémeaux, Impr. Union, 1952
- Gurdjan, Paris, les Gémeaux, Impr. Union 1952
- Pierre Michel, Paris les Gémeaux Impr. Union, 1952
- Calogero, Paris, les Gémeaux 1954, 35 p
- Abel Vallmitjana, Paris, les Gémeaux, Impr. Union, 1949

### Romans
- La Vie d'un homme, Rochefort-sur-Mers, 1922, F. Rieder et Cie éditeurs
- Les Forces, Paris, 1929,  éditions Rieder

### Articles
- « Fernand Labat », Art & Décoration, juin 1933.